# Boomerang-tågen
Boomerang-tågen (også kaldet Butterfly-tågen) er en protoplanetarisk tåge beliggende ca. 5.000 lysår fra Jorden i stjernebilledet Kentauren. Tågens temperatur er målt til at være 1° K, det koldeste sted som kendes udenfor et laboratorium. Boomerang-tågen dannes af gas, som udstødes fra en stjerne i dens centrum, og gassen breder sig udad med en fart på omkring 164 km/s, mens den hurtigt udvider sig på sin vej ud i rummet. Denne udvidelse er grunden til tågens meget lave temperatur.
Boomerang-tågen fotograferedes i detaljer af Hubble-rumteleskopet i 1998. Det menes, at tågen er en stjerne eller et stjernesystem, som udvikler sig mod den fase, der involverer dannelsen af en planetarisk tåge.
Astronomerne Keith Taylor og Mike Scarrott kaldte den 'Boomerang-tågen', da de første gang observerede den i 1980 med det engelsk-australske teleskop på observatoriet Siding Spring. Da de ikke kunne se de detaljer, som Hubble afslørede senere, så de kun en let asymmetri i tågens flige, hvilket antydede en kurveform af lighed med en boomerang. Hubbles billeder med deres høje opløsning antyder, at 'butterfly-tågen' ville have været et mere beskrivende navn.
Boomerang-tågen er et særligt sted i universet. I 1995 afslørede astronomer ved at benytte det svenske ESO submillimeter teleskop i Chile, at den er det koldeste sted i universet, som hidtil er fundet. Med en temperatur på −272 °C er den kun 1 grad C varmere end det absolutte nulpunkt (den nedre grænse for alle temperaturer). Selv den kosmiske baggrundsstråling, som er en efterglød fra Big Bang, er med sine −270 °C varmere end denne tåge. Tågen er også det eneste objekt, der indtil nu er fundet med lavere temperatur end baggrundsstrålingen.